# Manlio Feruglio
Manlio Feruglio (San Trovaso, 28 novembre 1892 – Val Calcino, 12 dicembre 1917) è stato un militare italiano, decorato con la medaglia d'oro al valor militare alla memoria durante il corso della prima guerra mondiale.

## Biografia
Nacque a San Trovaso il 28 novembre 1892, figlio di Luigi e Anna Visentini. Frequentò le locali scuole elementari e poi il ginnasio di Udine, ed in seguito compì studi commerciali a Lubiana, andando poi a lavorare presso una ditta a Berlino, capitale della Germania, ma in seguito a una rissa con alcuni tedeschi fu obbligato a lasciare il lavoro per non subire ritorsioni.
Rientrato in Italia, nel settembre 1912 fu chiamato a prestare servizio come soldato semplice presso il Battaglione "Cividale" dell’8º Reggimento alpini. Successivamente frequentò il corso per Allievi ufficiali presso il 2º Reggimento alpini  e, ottenuta la nomina a sottotenente di complemento, nella primavera del 1914 passò in forza al 6º Reggimento alpini. Ricevette un encomio solenne dal comando della divisione di Padova per i soccorsi prestati ad un alpino, rimasto ucciso in seguito alla caduta in un burrone durante un'esercitazione militare.
Dopo l’entrata in guerra dell’Italia, avvenuta il 24 maggio 1915, per il coraggio dimostrato sui campi di battaglia nelle valli del Cadore e a Passo Cinque Croci gli fu concessa la medaglia di bronzo al valor militare per essere rimasto calmo e stoico dopo aver ricevuto una ferita a causa dello scoppio di una mina automatica durante un pattugliamento notturno. Promosso tenente e poi, nel novembre 1916, capitano fu assegnato come addetto al servizio salmerie del 7º Reggimento alpini.
Rientrò in prima linea, dietro sua domanda, in seguito all’esito negativo della battaglia di Caporetto, ottenendo il comando della 148ª Compagnia del Battaglione "Monte Pavione" che faceva parte del XVIII Corpo d'armata della 4ª Armata.
Rimase ucciso dallo scoppio una granata il 12 dicembre 1917, mentre, col suo battaglione "Monte Pavione", era impegnato sul monte Fontanel in un'azione di sbarramento dell’esercito austro-ungarico che cercava di salire la valle del torrente Calcino. Per onorarne la memoria gli fu concessa la medaglia d'oro al valor militare con Decreto Luogotenenziale del 13 ottobre 1918.
Attualmente a Feruglio è intitolata la caserma sede dell'8º Reggimento Alpini a Venzone. Inoltre gli è dedicata una via nel comune di Treviso, una nel comune di Udine e nel comune di Preganziol in località Le Grazie. In quest'ultima località è affissa nella sua casa natale una lapide con scritto "In questa casa / nacque Manlio Feruglio / Medaglia d'Oro / nella Guerra / 1915-1918"

### Annotazioni
1. ↑  Il padre, che di professione faceva il chirurgo, si era trasferito da Feletto Umberto.
2. ↑  La rissa scoppiò in seguito al fatto che egli intervenne dopo aver sentito alcuni locali sbeffeggiare il Regno d’Italia.
3. ↑  Valente alpinista ed ottimo sciatore, conosceva profondamente l’ambiente montano, ed insieme al altri riuscì a recuperare la salma dello sfortunato soldato.

### Fonti
1. 1 2 3 4 5 6 7 8  Bianchi, Cattaneo 2011, p. 153.
2. 1 2 3 4 5 6  Bianchi, Cattaneo 2011, p. 154.
3. 1 2  Dino Vecchiato, Alessandro Li Volsi, I decorati di Preganziol al Valor Militare, Associazione Artiglieri d’Italia - Sezione di Preganziol, Preganziol, 2012.
4. ↑  Dettaglio sul sito Quirinale.it
5. ↑  Bollettino Ufficiale 1918, pag.5406.